# Знаки почтовой оплаты Украины (1994)
Знаки почтовой оплаты Украины (1994) — перечень (каталог) знаков почтовой оплаты (почтовых марок), введённых в обращение почтой Украины в 1994 году.
С 15 января по 17 декабря 1994 года было выпущено 20 почтовых марок, в том числе 14 памятных (коммеморативных) и 6 стандартных третьего выпуска (с литерными индексами вместо номинала). Тематика коммеморативных марок охватывала юбилеи выдающихся деятелей науки и культуры, виды представителей фауны и флоры, занесённых в Красную книгу Украины, знаменательные даты и другие события. Две художественные марки объединены в серию «Красная книга Украины: растения», кроме того был напечатан блок «50-летие освобождения территории Белоруссии, России и Украины от немецко-фашистских захватчиков» — три марки с купоном. В обращение были введены марки номиналами 150 + 20, 200, 500, 4000, 5000, 10 000 и 25 000 купоно-карбованцев, а также с литерным (буквенным) номиналом «А», «Б», «В», «Г», «Д», «Е», «Є», «Ж».
Почтовые марки № 51—57, 59, 66—69, 71 и 72 были напечатаны московской типографией «Гознак», № 56-II, 56-IV, 58, К8Н, Л8Г, 60—63 и 70 — напечатаны государственным предприятием «Полиграфический комбинат „Украина“», а № 64 и 65 напечатаны в канадской типографии Canadian Bank Note Company.

## Список коммеморативных (памятных) марок
Порядок следования элементов в таблице соответствует номеру по каталогу марок Украины на официальном сайте Укрпочты (укр. КМД УДППЗ «Укрпошта»), в скобках приведены номера по каталогу «Михель».
| № по каталогу                                | Изображение | Описание и источники | Номинал        | Дата выпуска          | Тираж     | Художник      |
| -------------------------------------------- | ----------- | --- | -------------- | --------------------- | --------- | ------------- |
| № 51 (Mi #112)                               |             | Агапіт Печерський — давньоруський лікар. с укр. — «Агапит Печерский — древнерусский врач». | 200 карб.      | 15 января 1994 года   | 1 000 000 | С. С. Беляев  |
| № 52 (Mi #111)                               |             | Фонд милосердя і здоров'я України. Поштово-благодійний випуск. с укр. — «Фонд милосердия и здоровья Украины. Почтово-благотворительный выпуск». | 150 + 20 карб. | 15 января 1994 года   | 1 000 000 | С. С. Беляев  |
| № 53 (Mi #113)                               |             | Червона книга України. Еритроній собачий зуб. с укр. — «Красная книга Украины. Кандык европейский (Erythronium dens-canis L.)». | 200 карб.      | 19 февраля 1994 года  | 1 000 000 | С. С. Беляев  |
| № 54 (Mi #114)                               |             | Червона книга України. Черевички зозулині. с укр. — «Красная книга Украины. Башмачок настоящий (Cypripedium calceolus L.)». | 200 карб.      | 19 февраля 1994 года  | 1 000 000 | С. С. Беляев  |
| Блок № 63 (Mi #119)                          |             | Блок «День Незалежності». с укр. — «Блок «День Независимости»». | 5000 карб.     | 3 сентября 1994 года  | 200 000   | В. И. Дворник |
| № 64 (Mi #120)                               |             | Пам’ятка архітектури XIX ст. Київський університет iм. Тараса Шевченка. с укр. — «Памятник архитектуры XIX века: Киевский университет им. Тараса Шевченко». | 10 000 карб.   | 24 сентября 1994 года | 1 200 000 | С. С. Беляев  |
| Блок № 65 (Mi #121)                          |             | Блок «Пам’ятка архітектури XIX ст. Київський університет ім. Тараса Шевченка». с укр. — «Блок «Памятник архитектуры XIX века: Киевский университет им. Тараса Шевченко»». | 25 000 карб.   | 24 сентября 1994 года | 300 000   | С. С. Беляев  |
| № 66 (Mi #122) № 67 (Mi #123) № 68 (Mi #124) |             | Зчіпка «50-річчя визволення території Білорусі, Росії та України від німецько-фашистських загарбників»: 50-річчя визволення території Росії; 50-річчя визволення території України; 50-річчя визволення території Білорусі. с укр. — «Сцепка «50-летие освобождения территории Белоруссии, России и Украины от немецко-фашистских захватчиков»), три марки с купоном»: - 50-летие освобождения территории России - 50-летие освобождения территории Украины - 50-летие освобождения территории Белоруссии. | 500 карб.      | 8 октября 1994 года   | 1 108 000 | Г. О. Комлев  |
| № 69 (Mi #129)                               |             | Сторіччя з часу відкриття В. В. Хвойкою трипільської культури (V—III тисячоліття до н. е.). с укр. — «Столетие с момента открытия В. В. Хвойкой трипольской культуры (V—III век до н. э.)». | 4000 карб.     | 17 декабря 1994 года  | 1 000 000 | А. Ивахненко  |
| № 70 (Mi #130)                               |             | 500-річчя українського друкованого слова («Октоїх», «Тріодь цвітна», «Часослов» — 1491 р. та «Тріодь пісна» Ш. Фіоля). с укр. — «500-летие украинского печатного слова («Октоих», «Триодь цветная», «Триодь постная» и «Часослов» Ш. Фиоля)». | 4000 карб.     | 17 декабря 1994 года  | 1 000 000 | В. И. Дворник |
| № 71 (Mi #131)                               |             | 200 років Державному дендрологічному парку «Софіївка» Нац. академії наук України (арх. Л. Метцель) в м. Умані Черкаської обл. с укр. — «200 лет Государственному дендрологическому парку «Софиевка» НАН Украины (арх. Л. Метцель) в г. Умань Черкасской области». | 5000 карб.     | 17 декабря 1994 года  | 500 000   | В. И. Дворник |
| № 72 (Mi #132)                               |             | 150-річчя з дня народження видатного художника Іллі Юхимовича Рєпіна (1844—1930). с укр. — «150 лет со дня рождения выдающегося художника Ильи Ефимовича Репина». | 4000 карб.     | 17 декабря 1994 года  | 1 000 000 | А. Ивахненко  |

## Третий выпуск стандартных марок (1994—2001)
Третий выпуск стандартных марок независимой Украины (1994—2001) был представлен знаками почтовой оплаты литерными номиналами: «А», «Б», «В», «Г», «Д», «Е», «Є» и «Ж». Они соответствуют заранее указанному Укрпочтой тарифу на пересылку корреспонденции, а также эквивалентны определённой сумме в гривнях или долларах США, стоимость для продажи последних рассчитывается по курсу НБУ.
В мировой практике почтовые марки не всегда обладают номиналом, выраженным в денежных единицах, например рублях, тенге, укр. карб., а после денежной реформы 1996 года — в гривне и других. В некоторых условиях цена почтовой марки указывается в виде какой-либо буквы (литеры) для того, чтобы стоимость марок автоматически менялась при изменении курса национальной денежной единицы. Такие марки получили название «литерные». Применение подобных марок позволяет почтовой сети экономить: нет необходимости печатать почтовые марки с новым денежным номиналом, ибо можно продолжать хождение в почтовом обращении тех же самых литерных почтовых марок, продаваемых по возросшей цене. С 1994 года почта Украины стала использовать литерные почтовые марки для франкирования почтовой корреспонденции, в том числе и выходящей за пределы страны. Традиционно для международных писем и других почтовых отправлений тарифы выражаются в долларах США, поэтому номинал литерых марок эквивалентен доллару.
Порядок следования элементов в таблице соответствует номеру по каталогу марок Украины на официальном сайте Укрпочты (укр. КМД УДППЗ «Укрпошта»), в скобках приведены номера по каталогу «Михель».
| № по каталогу  | Изображение | Описание и источники                                                                            | Номинал | Дата выпуска         | Тираж    | Художник     |
| -------------- | ----------- | ----------------------------------------------------------------------------------------------- | ------- | -------------------- | -------- | ------------ |
| № 55 (Mi #115) |             | Этнографический сюжет «Древняя Украина»: Чабан с отарой овец на юге Украины — в Таврии.         | А       | 28 мая 1994 года     | массовый | Ю. Г. Логвин |
| № 56 (Mi #116) |             | Этнографический сюжет «Древняя Украина»: Слобожанские чумаки по дороге из Крыма.                | В       | 28 мая 1994 года     | массовый | Ю. Г. Логвин |
| № 57 (Mi #117) |             | Этнографический сюжет «Древняя Украина»: Жнецы на Черкащине.                                    | Б       | 2 июля 1994 года     | массовый | Ю. Г. Логвин |
| № 58 (Mi #125) |             | Этнографический сюжет «Древняя Украина»: Пахари. Обработка почвы на Подолье — вспашка плугом.   | Д       | 15 октября 1994 года | массовый | Ю. Г. Логвин |
| № K8H          |             | Этнографический сюжет «Древняя Украина»: Пахари. Обработка почвы на Подолье — вспашка плугом.   | Д       | 15 октября 1994 года | массовый | Ю. Г. Логвин |
| № Л8Г          |             | Этнографический сюжет «Древняя Украина»: Пахари. Обработка почвы на Подолье — вспашка плугом.   | Д       | 15 октября 1994 года | массовый | Ю. Г. Логвин |
| № 59 (Mi #118) |             | Этнографический сюжет «Древняя Украина»: Косари на севере Буковины.                             | Г       | 2 июля 1994 года     | массовый | Ю. Г. Логвин |
| № 60 (Mi #127) |             | Этнографический сюжет «Древняя Украина»: Пасечники из средней Приднепрянщины.                   | Е       | 12 ноября 1994 года  | массовый | Ю. Г. Логвин |
| № 61 (Mi #126) |             | Этнографический сюжет «Древняя Украина»: Рыбак в долблёной лодке ловит сома на Днепре.          | Ж       | 15 октября 1994 года | массовый | Ю. Г. Логвин |
| № 62 (Mi #128) |             | Этнографический сюжет «Древняя Украина»: Гончар из Канева за работой на ножном гончарном круге. | Є       | 12 ноября 1994 года  | массовый | Ю. Г. Логвин |

## Комментарии
1. ↑  Коммеморативные марки — обобщённое название специальных художественных (памятных, юбилейных и других) почтовых марок. Для упрощения терминологии в случаях, когда требуется лишь подчеркнуть, что данная марка не является общеупотребляемой (то есть стандартной), под термином «коммеморативная марка» подразумевают, кроме перечисленных выше, также тематические (рисунки которых, посвящены определённой теме коллекционирования) марки. Также все упомянутые марки, объединённые термином «коммеморативная», имеют общую черту: как правило, такие марки изготовляются на высоком полиграфическом уровне[4].
2. ↑  Ниже приведён перечень памятных художественных марок (с возможностью сортировки по номиналу, тиражу и дате введения в обращение).
3. ↑  Ниже приведён перечень стандартных марок (с возможностью сортировки по номиналу, тиражу и дате введения в обращение).
4. ↑  В 1994 году литерный номинал «А» был эквивалентен 5000 купоно-карбованцам[1] (по данным Укрпочты в 2017 году не используется)[26].
5. ↑  В 1994 году литерный номинал «В» был эквивалентен 10 000 купоно-карбованцам[31]. Литерный номинал «В» эквивалентен 0,10 грн (курсовая стоимость марки приведена по данным Укрпочты на 27 октября 2017 года)[26].
6. ↑  В 1994 году литерный номинал «Б» был эквивалентен 100 купоно-карбованцам[1] (по данным Укрпочты в 2017 году не используется)[26].
7. 1 2 3  Литерный номинал «Д» эквивалентен 0,30 грн (курсовая стоимость марки приведена по данным Укрпочты на 27 октября 2017 года)[26].
8. ↑  В 1994 году литерный номинал «Г» был эквивалентен 250 купоно-карбованцам[1] (по данным Укрпочты в 2017 году не используется)[26].
9. ↑  В 1994 году литерный номинал «Е» был эквивалентен 1800 купоно-карбованцам[1]. Литерный номинал «Е» эквивалентен 0,70 грн (курсовая стоимость марки приведена по данным Укрпочты на 27 октября 2017 года)[26].
10. ↑  Литерный номинал «Ж» эквивалентен $1,00 (курсовая стоимость марки приведена по данным Укрпочты на 27 октября 2017 года)[26].
11. ↑  В 1994 году литерный номинал «Є» был эквивалентен 17 000 купоно-карбованцам[1]. Литерный номинал «Є» эквивалентен $0,70 (курсовая стоимость марки приведена по данным Укрпочты на 27 октября 2017 года)[26].